# Marija Vujović
Marija Vujovic (Podgorica, 19 maggio 1985) è una modella montenegrina.

## Carriera
Finalista del concorso Elite Model Look, Marija Vujović è la nipote di Filip Vujanović, presidente del Montenegro ed è sposata con il cantante montenegrino Marko Vukčević. Ha debuttato sulle passerelle nel 2002, sfilando per Marc Lannoo e Yuki Torii nella stagione autunno/inverno.
Nel corso della sua carriera è stata la testimonial per Dolce e Gabbana, fotografata da Steven Meisel, per il profumo Rive Gauche di Yves Saint Laurent, per Light Blue di Dolce e Gabbana (al fianco del modello britannico David Gandy), per Bulgari, per H&M e per Max Mara ed ha sfilato fra gli altri per Calvin Klein, Donna Karan, Louis Vuitton, Stella McCartney e Gucci. La modella è inoltre apparsa sulle copertine di Madame Figaro, French e Vogue. Nel 2005 è comparsa sul calendario Pirelli.

## Agenzie
- Viva Models - Parigi
- IMG Models - Milano, Londra, New York
- MY Model Management